# Październik 2020

## 30 października
- Ponad 100 osób zginęło w wyniku trzęsienia ziemi na Morzu Egejskim[1].

## 28 października
- Pandemia COVID-19: Według stanu na 28 października liczba potwierdzonych zachorowań na całym świecie przekroczyła 44 miliony osób, zaś liczba zgonów to około 1,2 miliona[2].

## 27 października
- Co najmniej siedem osób, w tym dzieci, zginęło, a ok. 70 zostało rannych w wyniku wybuchu bomby w medresie, muzułmańskiej szkole religijnej, na przedmieściach Peszawaru na północy Pakistanu. Kilka osób jest w ciężkim stanie[3].

## 25 października
- Brytyjczyk Tao Geoghegan Hart (Ineos Grenadiers) zwyciężył w kolarskim wyścigu wieloetapowym Giro d’Italia[4].
- Druga tura wyborów parlamentarnych na Litwie.

## 24 października
- W wyniku ataku na szkołę w mieście Kumba na zachodzie Kamerunu zginęło ośmioro dzieci, a 12 zostało rannych. Źródła policyjne podały, że ok. 11:00 czasu lokalnego „grupa dziewięciu terrorystów” wdarła się do Kolegium Międzynarodowej Akademii Dwujęzycznej, a następnie otworzyła ogień do uczniów w wieku 9–12 lat[5].
- W Las Vegas rozpoczęły się pierwsze zawody łyżwiarstwa figurowego z cyklu Grand Prix 2020/2021, Skate America 2020[6]. Ze względu na pandemię COVID-19 zawody odbywają się bez udziału publiczności i są transmitowane w Internecie[7].

## 22 października
- Polski Trybunał Konstytucyjny orzekł, że możliwość aborcji z powodu ciężkiego i nieodwracalnego upośledzenia płodu albo nieuleczalnej choroby zagrażającej jego życiu jest niezgodna z Konstytucją Rzeczypospolitej Polskiej[8]. Wywołało to protesty osób niezgadzających się z tym wyrokiem[9][10].

## 20 października
- O godz. 13.43 czasu lokalnego doszło do trzęsienia ziemi na półwyspie Reykjanes, w odległości 15 km od miejscowości Vogar i 29 km od stolicy kraju Reykjavíku. Trzęsienie miało magnitudę 5,6 w skali Richtera. Hipocentrum znajdowało się na głębokości 10 km. Odnotowano również kilka wstrząsów wtórnych[11].

## 19 października
- Trzęsienie ziemi o magnitudzie 7,5 nawiedziło w poniedziałek Wyspy Aleuckie w stanie Alaska. Epicentrum poniedziałkowego trzęsienia znajdowało się na południe od Wysp Aleuckich. Wydano ostrzeżenie przed tsunami dla Sand Point, Cold Bay i miasta Kodiak[12].
- Pandemia COVID-19: Według stanu na 19 października liczba potwierdzonych zachorowań na całym świecie przekroczyła 40 milionów osób, zaś liczba zgonów to ponad 1,1 miliona[13].

## 15 października
- Na fali protestów po wyborach parlamentarnych do dymisji podał się prezydent Kirgistanu Sooronbaj Dżeenbekow[14]. Pełniącym obowiązki głowy państwa został Sadyr Dżaparow[15].

## 13 października
- Według państwowego kanału telewizyjnego TRT w ośmiu tureckich prowincjach, w tym w Stambule, od piątku 9 października zmarły 44 osoby, a ponad 30 pacjentów było hospitalizowanych w wyniku spożycia nielegalnie wyprodukowanego alkoholu. Ponadto turecka policja poinformowała o aresztowaniu 58 osób podejrzanych o wytwarzanie alkoholu z produktów pochodzących w kontrabandy[16].

## 12 października
- Paul Milgrom i Robert Wilson zostali laureatami Nagrody Banku Szwecji im. Alfreda Nobla w dziedzinie ekonomii „za ulepszenie teorii aukcji i wynalezienie nowych formatów aukcji”[17].

## 11 października
- W rywalizacji w grze pojedynczej podczas wielkoszlemowego turnieju tenisowego French Open triumfowali: Polka Iga Świątek wśród kobiet[18] oraz Hiszpan Rafael Nadal wśród mężczyzn[19]. W grach podwójnych zwyciężyli Kevin Krawietz i Andreas Mies oraz Tímea Babos i Kristina Mladenovic[20][21].
- I tura wyborów parlamentarnych na Litwie.

## 9 października
- Norweski Komitet Noblowski przyznał Pokojową Nagrodę Nobla Światowemu Programowi Żywnościowemu „za wysiłki w celu zwalczania głodu, za wkład w polepszanie warunków dla pokoju na obszarach dotkniętych konfliktem i za bycie siłą napędową wysiłków mających na celu zapobieganie użycia głodu jako broni w wojnach i konfliktach”[22].

## 8 października
- Amerykańska pisarka Louise Glück otrzymała Nagrodą Nobla w dziedzinie literatury za rok 2020 „za jej niepowtarzalny, poetycki głos, który surowym pięknem czyni indywidualne istnienie powszechnym”[23].
- Pandemia COVID-19: Według stanu na 8 października liczba potwierdzonych zachorowań na całym świecie przekroczyła 36 milionów osób, zaś liczba zgonów to ok. 1,1 miliona[24].

## 7 października
- Emmanuelle Charpentier oraz Jennifer Doudna zostały laureatkami nagrody Nobla w dziedzinie chemii „za opracowanie metody edycji genomu”[25].

## 6 października
- Roger Penrose otrzymał Nagrodę Nobla w dziedzinie fizyki „za odkrycie, że tworzenie się czarnych dziur jest z pewnością przewidywane przez ogólną teorię względności”. Drugą połowę nagrody otrzymali Andrea Ghez i Reinhard Genzel „za odkrycie supermasywnego obiektu kompaktowego w centrum naszej galaktyki”[26].

## 5 października
- Harvey Alter, Michael Houghton i Charles M. Rice zostali laureatami Nagrody Nobla w dziedzinie fizjologii lub medycyny „za odkrycie wirusa zapalenia wątroby typu C”[27].

## 4 października
- Radek Rak został laureatem Nagrody Literackiej „Nike” za powieść Baśń o wężowym sercu albo wtóre słowo o Jakóbie Szeli[28].
- 53% głosujących w referendum w Nowej Kaledonii opowiedziało się za pozostaniem częścią Francji (czyli przeciwko niepodległości)[29].
- Odbyły się wybory parlamentarne w Kirgistanie. W związku z licznymi nieprawidłowościami przy ich przeprowadzeniu w kraju doszło do zamieszek[30][31]. Dwa dni później Centralna Komisja Wyborcza ogłosiła wyniki wyborów za nieważne[32].

## 1 października
- Alexander De Croo objął funkcję premiera Belgii[33][34].